# Campionati del mondo di ciclismo su pista 2002
I Campionati del mondo di ciclismo su pista 2002 (en.: 2002 UCI Track World Championships) si svolsero a Copenaghen, in Danimarca, nell'impianto Ballerup Super Arena, dal 25 al 29 settembre.

## Medagliere
| Posiz. | Nazione     | Oro | Argento | Bronzo | Totale |
| ------ | ----------- | --- | ------- | ------ | ------ |
| 1      | Australia   | 4   | 5       | 4      | 13     |
| 2      | Regno Unito | 3   | 1       | 1      | 5      |
| 3      | Bielorussia | 2   |         |        | 2      |
| 4      | Francia     | 1   | 2       | 1      | 4      |
| 5      | Russia      | 1   | 1       | 1      | 3      |
| 6      | Rep. Ceca   | 1   | 1       |        | 2      |
| 7      | Cina        | 1   |         |        | 1      |
| 7      | Paesi Bassi | 1   |         |        | 1      |
| 7      | Svizzera    | 1   |         |        | 1      |
| 10     | Austria     |     | 2       |        | 2      |
| 11     | Germania    |     | 1       | 5      | 6      |
| 12     | Spagna      |     | 1       |        | 1      |
| 12     | Messico     |     | 1       |        | 1      |
| 14     | Argentina   |     |         | 2      | 2      |
| 15     | Italia      |     |         | 1      | 1      |
| Totale | Totale      | 15  | 15      | 15     | 45     |

## Podi
| Eventi                            | Oro                                                                    | Argento                                                            | Bronzo                                                              |
| Gare maschili                     |                                                                        |                                                                    |                                                                     |
| Velocità dettagli                 | Sean Eadie Australia                                                   | Jobie Dajka Australia                                              | Florian Rousseau Francia                                            |
| Chilometro a cronometro dettagli  | Chris Hoy Gran Bretagna                                                | Arnaud Tournant Francia                                            | Shane Kelly Australia                                               |
| Inseguimento individuale dettagli | Bradley McGee Australia                                                | Luke Roberts Australia                                             | Jens Lehmann Germania                                               |
| Inseguimento a squadre dettagli   | Australia Peter Dawson Stephen Wooldridge Luke Roberts Brett Lancaster | Germania Christian Bach Guido Fulst Sebastian Siedler Jens Lehmann | Gran Bretagna Chris Newton Paul Manning Bradley Wiggins Bryan Steel |
| Velocità a squadre dettagli       | Gran Bretagna Jamie Staff Chris Hoy Craig MacLean                      | Australia Ryan Bayley Jobie Dajka Sean Eadie                       | Germania Jens Fiedler Sören Lausberg Carsten Bergemann              |
| Keirin dettagli                   | Jobie Dajka Australia                                                  | José Antonio Villanueva Spagna                                     | René Wolff Germania                                                 |
| Scratch dettagli                  | Franco Marvulli Svizzera                                               | Tony Gibb Gran Bretagna                                            | Stefan Steinweg Germania                                            |
| Corsa a punti dettagli            | Chris Newton Gran Bretagna                                             | Franz Stocher Austria                                              | Juan Curuchet Argentina                                             |
| Americana dettagli                | Francia Jérôme Neuville Franck Perque                                  | Austria Roland Garber Franz Stocher                                | Argentina Juan Curuchet Edgardo Simón                               |
| Gare femminili                    |                                                                        |                                                                    |                                                                     |
| Velocità dettagli                 | Natallia Tsylinskaya Bielorussia                                       | Kerrie Meares Australia                                            | Katrin Meinke Germania                                              |
| 500 metri a cronometro dettagli   | Natallia Tsylinskaya Bielorussia                                       | Nancy Contreras Messico                                            | Kerrie Meares Australia                                             |
| Inseguimento individuale dettagli | Leontien Zijlaard-van Moorsel Paesi Bassi                              | Ol'ga Sljusareva Russia                                            | Katherine Bates Australia                                           |
| Keirin dettagli                   | Li Na Cina                                                             | Clara Sanchez Francia                                              | Rosealee Hubbard Australia                                          |
| Scratch dettagli                  | Lada Kozlíková Rep. Ceca                                               | Rochelle Gilmore Australia                                         | Ol'ga Sljusareva Russia                                             |
| Corsa a punti dettagli            | Ol'ga Sljusareva Russia                                                | Lada Kozlíková Rep. Ceca                                           | Vera Carrara Italia                                                 |